# Arnold Szyfman

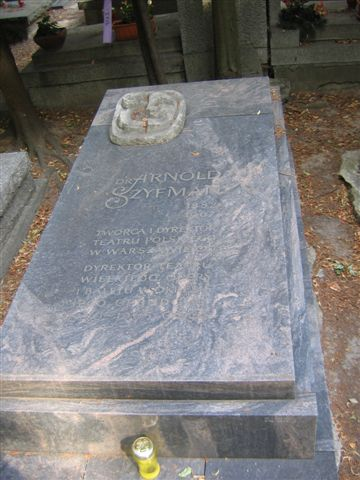
Nagrobek Arnolda Szyfmana

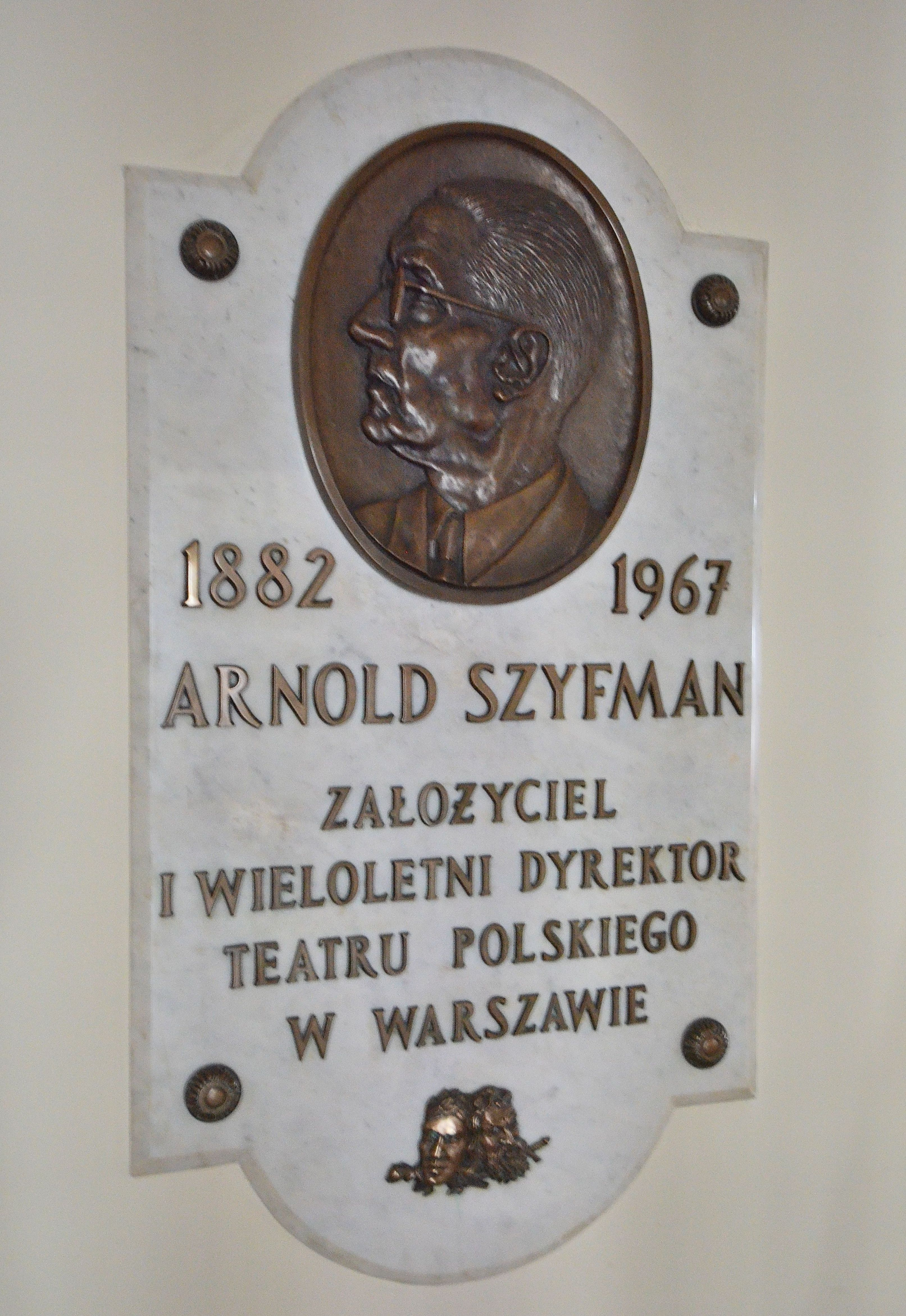
Tablica upamiętniająca Arnolda Szyfmana w holu Teatru Polskiego

Arnold Szyfman, właśc. Arnold Zygmunt Stanisław Schiffmann (ur. 23 listopada 1882 w Ulanowie, zm. 11 stycznia 1967 w Warszawie) – polski reżyser, dramaturg i dyrektor teatrów.

## Życiorys
Urodził się w żydowskiej rodzinie Jakuba Tadeusza Schiffmanna, kupca, potem urzędnika asekuracyjnego, i Anny z Halpornów. Uczył się w szkole ludowej, następnie w latach 1892–1895 w Gimnazjum św. Jacka w Krakowie, skąd wydalony powtarzał trzecią klasę w gimnazjum w Jarosławiu. W 1896 powrócił do Krakowa i uczęszczał do III Gimnazjum im. Króla Jana Sobieskiego w Krakowie, gdzie w 1901 zdał maturę. Po maturze, w latach 1902–1905, studiował na Wydziale Filozofii Uniwersytetu Jagiellońskiego. W latach 1903–1904 dodatkowo studiował na uniwersytecie w Berlinie. W maju 1906 uzyskał stopień doktora filozofii za rozprawę Analiza psychologiczna woli. W latach 1906–1908 współpracował z tygodnikiem Świat. Już w dzieciństwie zachwycił go teatr, na studiach zaczął pisać sztuki. Jedną z nich – Fifi – wystawił w 1906 w Teatrze Miejskim w Krakowie Ludwik Solski. W 1907 napisał komedię polityczną Pankracy August I, której nigdy nie wystawiono. W Krakowie stworzył także własny teatrzyk Figliki, który po miesiącu zbankrutował.
W 1908, za ukochaną aktorką Marią Przybyłko-Potocką (według niektórych źródeł była jego żoną), przeprowadził się do Warszawy. W 1909 w restauracji Oaza przy ulicy Wierzbowej otworzył pierwszy w Warszawie kabaret literacko-artystyczny Momus, który prowadził do marca 1910. W 1909 przyjął chrzest w obrządku rzymskokatolickim i w kolejnych latach odcinał się od swoich żydowskich korzeni.
Z jego inicjatywy w 1909 rozpoczęto budowę Teatru Polskiego w Warszawie, który zainaugurował działalność w 1913. Stanowisko dyrektora teatru pełnił do lipca 1915 oraz w latach 1918–1939. Zgromadził w nim znakomity zespół artystyczny. Ta warszawska scena mogła wówczas poszczycić się największymi sławami aktorskimi, doskonałymi scenografami i wybitnymi reżyserami, którzy ukształtowali oblicze polskiego teatru w XX wieku. W Teatrze Polskim reżyserowali przede wszystkim Józef Sosnowski, Aleksander Zelwerowicz, a także później Leon Schiller, sam Szyfman rzadziej zajmował się inscenizacją, jednak stworzył na swojej scenie liczne spektakle, między innymi otwierającego jej działalność Irydiona Zygmunta Krasińskiego.
Po wybuchu II wojny światowej, w trakcie kampanii wrześniowej, jego mieszkanie w Warszawie zostało doszczętnie zniszczone. W czasie okupacji, w 1940 roku, został aresztowany przez gestapo, przebywał w więzieniu, później zwolniony. Po zwolnieniu ukrywał się pod przybranym nazwiskiem poza Warszawą, w Sandomierskiem. Od maja 1942 roku aż do przejścia frontu w roku 1945 ukrywał się przed Niemcami w Pławowicach (pod Krakowem), w majątku Ludwika Hieronima Morstina. Po wojnie opublikował książkę zatytułowaną „Moja tułaczka wojenna”. Duża jej część dotyczy właśnie pobytu w Pławowicach. To tam Szyfman, ukrywający się pod pseudonimem Adam Sławiński był świadkiem przebiegu eksterminacji miejscowych Żydów.
Po wyzwoleniu przystąpił do odbudowy życia teatralnego stolicy. W lipcu 1945 objął stanowisko dyrektora Teatru Polskiego, ustępując ze stanowiska dyrektora Departamentu Teatrów w Ministerstwie Kultury i Sztuki. W 1948 został odznaczony z okazji 40-lecia pracy zawodowej i odwołany ze stanowiska dyrektora Teatru Polskiego. 1 lutego 1950 został powołany na stanowisko pełnomocnika Ministra Kultury i Sztuki, od 1 marca został dyrektorem przedsiębiorstwa pn. Teatr Wielki Opery i Baletu w Budowie. Także w to przedsięwzięcie zaangażował się bez reszty, nie zrezygnował z niego nawet wtedy, gdy w 1954 po raz kolejny wrócił do Teatru Polskiego.
Pisał recenzje, artykuły, polemiki i sprawozdania, które publikował na łamach czasopism poświęconych teatrowi, między innymi w Teatrze i Pamiętniku Teatralnym. Jego innowacje w zakresie inscenizacji, reżyserii, scenografii i gry aktorskiej zreformowały polską sztukę teatralną.
12 grudnia 1953 poślubił Marię Krystynę z Broniewskich Iwanicką, młodszą od siebie o 47 lat (rozwiedli się 23 lutego 1965).
Zmarł w Warszawie, pochowany w Alei Zasłużonych na cmentarzu Wojskowym na Powązkach (kwatera A25-tuje-10).

## Ordery i odznaczenia
- Krzyż Komandorski z Gwiazdą Orderu Odrodzenia Polski (3 lipca 1948)[8]
- Krzyż Oficerski Orderu Odrodzenia Polski (30 kwietnia 1925)[9]
- Złoty Krzyż Zasługi (dwukrotnie: 16 stycznia 1946[10], 13 listopada 1953[11]
- Złoty Wawrzyn Akademicki (5 listopada 1935)[12]
- Medal 10-lecia Polski Ludowej (19 stycznia 1955)[13]
- Krzyż Kawalerski Orderu Korony Włoch (Włochy)[1]
- Krzyż Kawalerski Orderu Legii Honorowej (Francja)[1]

## Upamiętnienie
- Tablica w holu Teatru Polskiego w Warszawie.
- Tablica na budynku przy ul. Prezydenckiej 14 w Warszawie, w którym mieszkał Arnold Szyfman[14].
- Kamień pamiątkowy w Ulanowie.
- Pasaż Arnolda Szyfmana w Warszawie[15].